# Sanary-sur-Mer
Sanary-sur-Mer é uma comuna francesa na região administrativa da Provença-Alpes-Costa Azul, no departamento de Var. Estende-se por uma área de 19.24 km². Em 2010 a comuna tinha 16 960 habitantes (densidade: 881,5 hab./km²).